# Pieter Burman il Giovane
Pieter Burman (o Burmann), latinizzato in Petrus Burmannus (Amsterdam, 23 ottobre 1713 – Santhorst, 24 giugno 1778), è stato un filologo classico olandese.
Si autodefinì il Giovane per distinguersi dallo zio Pieter Burman il Vecchio.

## Biografia
Studiò con suo zio all'Università di Leida, e quindi legge e filologia con Carl Andreas Duker e Arnold von Drakenborch all'Università di Utrecht. Nel 1735 venne nominato professore di storia ed eloquenza a Franeker, alla quale venne abbinata la cattedra di poesia nel 1741. Negli anni seguenti lasciò Franeker per  Amsterdam per assumere la cattedra di storia e filologia all'Athenaeum. Divenne poi professore di poesia (1744), bibliotecario generale (1752) e ispettore del gymnasium (1753). Nel 1777 si ritirò dall'insegnamento e morì il 24 giugno 1778 a Santhorst, vicino Wassenaar.
Assomigliava al suo più celebre zio nelle maniere e nell'indirizzo dei suoi studi, oltre che nel suo temperamento violento, che lo coinvolse in litigi con i contemporanei, in particolare con Saxe e Christian Adolph Klotz. Era un uomo di vasta cultura e aveva un grande talento per la poesia latina.

## Opere
- Miscellaneae observationes in auctores veteres et recentiores, in collaborazione con Jacques Philippe D'Orville suo predecessore nella cattedra all'Università di Amsterdam
- Anthologia veterum Latinorum epigrammatum et poematum, 2 voll. (1759-1763)
- Aristophanis Comoediae novem (1760)
- Rhetorica

Completò le edizioni di Virgilio (1767) e Claudio Claudiano (1760), lasciate incomplete da suo zio, ed iniziò una edizione di Sesto Properzio, una delle sue migliori opere, stampata soltanto per metà al momento della sua morte. Essa venne poi completata da L. van Santen e pubblicata nel 1780.